# Locus (comics)
Pour les articles homonymes, voir Locus (homonymie).
Locus est une super-vilaine appartenant à l'univers de  Marvel Comics. Elle est apparue pour la première fois dans X-Force #27.

## Biographie du personnage
Locus est apparue pour la première fois au sein du F.L.M., sous les ordres de Reignfire. On ne sait rien d'autre à son sujet, si ce n'est qu'elle est d'origine latine.
La première mission du F.L.M. était de tuer Henry Gyrich (en), mais l'opération est stoppée par X-Force. Quand Locus tenta de tuer Gyrich, Solar s'interposa et tous deux disparurent. Cable, avec une version modifiée de Cérébro, essaya de le localiser, sans succès. 
Six mois plus tard, Locus, devenu blanche aux cheveux blonds, et portant le tatouage d'une flèche sur le visage se présenta au QG d'X-Force. Elle révéla avoir voyagé jusqu'au bout de l'espace et fut étonnée que 6 mois seulement se soient passés. Elle disparut et on pense qu'elle retrouva Wildside et Forearm.
Quand on la revit plus tard, elle était devenue noire et travaillait toujours pour Reignfire. Elle tenta de capturer Rusty Collins, mais son pouvoir fut brouillé par le champ de force de Skids et les deux jeunes filles se retrouvèrent en Latvérie. Elles furent capturées par une sorcière, Pandémonia la reine du chaos. Mais elles furent libérées par X-Force allié à Jennifer Kale.
Locus fut contactée par l'Arme X qui désirait employer une téléportrice. Mais quand Washout et Brent Jackson arrivèrent chez elle, elle venait d'être sauvagement tuée par Dents-de-sabre en fuite du Programme.

## Pouvoirs et capacités
- Locus pouvait se téléporter avec d'autres personnes, dans des endroits déjà visités (par elle ou ses passagers).
- Elle pouvait aussi léviter.